# Просена
Просена (болг. Просена) — село в Болгарии. Находится в Русенской области, входит в общину Русе. Население составляет 639 человек.

## Политическая ситуация
В местном кметстве Просена, в состав которого входит Просена, должность кмета (старосты) исполняет Цветанка Маринова Лазарова (Болгарская социалистическая партия (БСП)) по результатам выборов правления кметства.
Кмет (мэр) общины Русе — Божидар Иванов Йотов (инициативный комитет) по результатам выборов в правление общины.